# Fasciculació
Una fasciculació és una contracció i relaxació muscular espontànies, ràpides i involuntàries, que impliquen fibres musculars fines. Són freqüents, fins un 70% de les persones les han presentades. Poden ser benignes o associades a afeccions més greus. Quan no s'identifica cap causa o patologia, es diagnostica com a síndrome de fasciculació benigne.